# أوفير سور واس
أوفير سور واس هي بلدة تقع شمال غرب باريس،تبعد عن مركز مدينة باريس بحوالي 27.2 كم.